# Martwy Chrystus podtrzymywany przez anioła
Martwy Chrystus podtrzymywany przez anioła – obraz autorstwa Antonella da Messiny powstały około 1475 roku.

## Opis obrazu
Data powstania obrazu nie jest znana. Prawdopodobnie powstał po 1475 roku, gdy malarz powrócił do swojej rodzinnej Mesyny, na co wskazywać może tło, w którym jako Jerozolimę sportretowano Mesynę, w tym dającą się rozpoznać tamtejszą katedrę i dawną dzwonnicę. Messina przedstawił zmarłego Chrystusa, zdjętego już z krzyża, o czym świadczy widoczna rana w dłoni po gwoździu. Celem artysty było ukazanie cierpienia i bólu, widocznego na twarzy Jezusa. Chrystus ma zamknięte oczy i otwarte usta, z głowy na rozświetlony tors spływają krwiste krople. Z prawego boku przebitego włócznią wypływa struga krwi. Z tyłu stoi płaczący anioł, podtrzymując ciało Chrystusa i opłakując jego śmierć.  
Wokół postaci widocznych jest wiele artefaktów o symbolicznym wyrazie. Koło prawej ręki Jezusa znajduje się ludzka czaszka pełniąca rolę memento mori – przypomina każdemu o nieuchronnej śmierci. Podobne znaczenie mają rozrzucone kości na polanie po prawej stronie. Pozycja Jezusa i jego śmierć w połączeniu z czaszką ma również przypominać o ludzkiej naturze Syna Bożego. Z cierpieniem kontrastuje pogodna panorama miasta Jerozolimy, symbolizująca wiarę w Zbawienie.           
Z tego samego okresu pochodzą dwa inne dzieła Antonella da Messiny, które w kilku szczegółach nawiązują do tego obrazu. Pierwszym jest Chrystus przy kolumnie. Zbawiciel ma identyczny wyraz twarzy, lecz jego oczy są otwarte, a z policzka spływają łzy. Zostały namalowane w taki sam sposób, jak na policzku stojącego z tyłu anioła. Drugi obraz, Pietà z trzema aniołami, nawiązuje do motywu anioła podtrzymującego ciało. Messina przedstawił trzech aniołów, zaś wspólnym szczegółem dla obu malowideł jest pejzaż tego samego miasta Mesyny w tle. 

## Proweniencja
Jest to jedno z ostatnich dzieł Messiny. Przez wiele lat było nieznane i „na nowo” zostało odkryte dopiero w 1966 roku. W XIX wieku znajdowało się w zbiorach anonimowego kolekcjonera w hiszpańskiej Galicji. Od niego Muzeum Prado odkupiło malowidło, zachowując w tajemnicy nazwisko sprzedającego.